# Okřehkové
Okřehkové (Lemnoideae) je podčeleď čeledi árónovité jednoděložných rostlin. V minulosti byla tato skupina ve stejném rozsahu uznávána jako samostatná čeleď okřehkovité (Lemnaceae)

## Popis
Jedná se o extrémně redukované vodní rostliny, které jsou volně plovoucí a jednoleté, převážně jednodomé, vzácně dvoudomé. Celá lodyha má „stélkovitý tvar“, „stélka“ je drobná a kulovitá či čárkovitá. Listy zcela chybí, kořeny jsou přítomny nebo chybí. Někteří autoři však považují „stélku“ za list. Často převažuje vegetativní rozmnožování nad pohlavním a rostliny vytvářejí rozsáhlé kolonie, některé druhy kvetou jen velmi vzácně. Květy jsou v redukovaných květenstvích obsahujících 2–3 květy, květenství je někdy uzavřeno v toulcovitém listenu. Květy jsou jednopohlavné. Okvětí chybí. Samčích květů je v květenství 1–2 a jsou redukované na 1 tyčinku. Samičí květ redukován na gyneceum, které je zdánlivě složené z 1 plodolistu, zdánlivě monomerické (snad by mohlo být interpretováno jako pseudomonomerické), semeník je svrchní. Plod je suchý, nepukavý měchýřek, obsahující 1–4 semena.

## Rozšíření
Je známo 5 rodů a asi 30 druhů, které jsou rozšířeny po celém světě, od chladných oblastí po tropy.
V ČR rostou zástupci 3 rodů a celkově 6-7 druhů. Rod okřehek (Lemna) je zastoupen 4-5 druhy: okřehek menší (Lemna minor), okřehek trojbrázdý (Lemna trisulca), okřehek hrbatý (Lemna gibba), nedávno byl potvrzen okřehek červený (Lemna turionifera). Výskyt druhu okřehek nejmenší (Lemna minuta) je zatím jen předpokládán. Z rodu závitka (Spirodela) je to závitka mnohokořenná (Spirodela polyrhiza) a z rodu drobnička (Wolffia) je to drobnička bezkořenná (Wolffia arrhiza), kterou máme největší šanci najít na Břeclavsku.

## Zástupci
- okřehek (Lemna)
- závitka (Spirodela)
- drobnička (Wolffia)

## Seznam rodů
Lemna, Spirodela, Wolffia, Wolffiella (včetně Wolffiopsis)